# Ferlacher Stausee
Der Ferlacher Stausee (slowenisch: Boroveljsko pregradno jezero) ist der Rückstau der Drau durch das Laufkraftwerk Ferlach-Maria Rain. Er reicht oberhalb bis zum Kraftwerk Feistritz-Ludmannsdorf mit dem Feistritzer Stausee. Während der Ferlacher Stausee nordseitig durch die Hänge der Sattnitz begrenzt ist, liegt er südseitig teilweise höher als die unmittelbare Umgebung und wird dort durch einen Deich begrenzt. Die Gewässer, die der Deich von der Drau abschneidet werden von der Kleinen Drau gesammelt, die südseitig am Fuße des Deiches verläuft, und unterhalb des Kraftwerks in die Drau mündet.
Gequert wird der Ferlacher Stausee durch die Rosentalbahn und die Loiblpass Straße. Die Eisenbahnbrücke musste bei der Errichtung des Stausees gehoben werden und die Hollenburger Brücke wurde neu errichtet.
Das Fischvorkommen wird als sehr vielfältig beschrieben.